# Hermann Alexander Diels
Hermann Alexander Diels (Biebrich, Alemania, 18 de mayo de 1848-Berlin-Dahlem, Alemania, 4 de junio de 1922) fue un filólogo, helenista e historiador de filosofía alemán, especializado en filosofía presocrática, pero con un sesgo claramente platónico, con el que ha contribuido al malentendido de Empédocles, por ejemplo. Además, fue padre del botánico Friedrich Ludwig Emil Diels.

## Biografía
Desde su época de colegial tuvo interés por la química y estudió todo tipo de materias técnicas. En Berlín incluyó esto en su trabajo académico. A su Parménides (1897) añadió un apéndice sobre puertas y cerraduras griegas (117-51). En 1913 publicó en la Academia de Berlín un estudio sobre el descubrimiento del alcohol en la Antigüedad. Además de explicar aspectos de la tecnología antigua, quería mostrar que, en su enfoque del progreso técnico, la Antigüedad se acercó más a la Edad Moderna que la Edad Media. Diels estaba particularmente interesado en la relación mutua de la tecnología y la ciencia antiguas. No solo utilizó fuentes literarias, sino que también se basó en material arqueológico. En esta área, nuevamente, fue más allá de la Antigüedad, cuando persiguió, por ejemplo, el desarrollo de las antiguas máquinas de asedio en los cañones de los tiempos modernos. Este folleto sobre tecnología antigua tuvo tanto éxito que ya en 1919, a pesar de los tiempos difíciles posteriores a la Primera Guerra Mundial, se publicó una segunda edición a la que Diels agregó un capítulo adicional.
Diels y su maestro e inspirador, Hermann Usener, habían señalado las similitudes existentes entre los Vetusta placita, resumen de las opiniones de los filósofos anteriores falsamente atribuido a Plutarco, y las Eclogae physicae, sobre todo su primer libro, de Juan Estobeo, un compilador de comienzos del siglo V. Pensando en una fuente única común, Diels constata que el apologeta grecocristiano Teodoreto de Ciro (primera mitad del siglo V), en su Terapéutica de las enfermedades helénicas (Graecarum affectionum curatio), p. 62.4-7 Raeder, 108.27-109.4 R. y 123.21-22 R., cita como fuentes el Pseudo-Plutarco que conocía por Eusebio de Cesarea y quizás leía directamente la Historia filosófica del neoplatónico Porfirio (de los que los fragmentos preservados mostraban que no pertenecía al género doxográfico, lo que permitía eliminar de la ecuación), y el Περὶ ἀρεσκόντων ξυναγωγή de un cierto Aetius, Ἀέτιος (verbatim "hombre águila" - Pausanias, Descripción de Grecia, II, 30. 8-9 et 31. 10. Puesto que las sinopsis doxográficas parecían más abundantes que la del Pseudo-Plutarco y paralelas a las que se encuentran en Estobeo, Diels concluyó que Aetius, que data en torno al año 100 de nuestra era, debió constituir la fuente común al Pseudo-Plutarco, a Teodoreto y a Estobeo e intentó reconstruir la historia de los sucesivos estados textuales de la obra aeciana, heredera lejana, según él (Doxographi graeci, p. 102-118), de las Physicae opiniones, Φυσικῶν δόξαι, de Teofrasto, cuyo aporte ha sido enriquecido por Aecio con elementos diversos, en particular estoicos y epicúreos. Diels publicó el fruto de sus trabajos en sus Doxographi graeci (1879), edición crítica de los principales textos doxográficos de la Antigüedad complementado con unos Indices nominum et verborum muy completos. El conjunto constituye una aplicación magistral de los procedimientos de crítica textual de Karl Lachmann (stemmatología), pero sufre de falta de claridad en el escenario aeciano tal y como es expuesto.
En 1903, Diels publica como libro de texto para su seminario berlinés Die Fragmente der Vorsokratiker ("Fragmentos de los Presocráticos") en 2 volúmenes, el primer corpus verdadero de filósofos antiguos anteriores a Sócrates. El texto griego viene acompañado de su traducción al alemán y de aparato crítico también en alemán. Las principales innovaciones son la numeración continua de todos los autores y la subdivisión de los textos referentes en tres categorías: "A", testimonios biográficos y doctrinales; "B", fragmentos textuales y sus traducciones, y "C", las imitaciones y ecos explícitos de la doctrina de los filósofos. Diels no cesará de ampliar, revisar y pulir este trabajo. Es así que su segunda edición, de 1906, añade el aparato, antes de que Walther Kranz, en 1910, agregue un tercer tomo a la obra con un Index verborum de 480 páginas, el Wortindex, que se suma a los "Índices de nombres propios" y "de fuentes" compuestos por Diels. La tercera (1912) se incrementa con fragmentos nuevos, en particular de la sección consagrada a los sofistas, así como el texto completo, bajo la categoría "B", del Elogio de Helena y de la Defensa de Palamedes por Gorgias, sobre cuya autenticidad Diels no estaba muy seguro anteriormente y que no había incluido. La cuarta, en 1922, es la última publicada en vida de Diels; no hay grandes cambios, deplora él en el prefacio, en razón de la utilización de procedimiento fotomecánico, pero enumera modificaciones de detalle en las secciones "Nachträge" al final de los dos tomos de textos y traducciones.
La edición final es la de 1952, reproducida luego ne varietur un gran número de veces (Berlín, Weidmann): Walther Kranz critica en ella la intención de Diels en sus últimos años de hacer equivaler "presocrático" con "no socrático"; "das Werk im Geiste von Hermann Diels nach dem Masse der eigenen Kraft zur erneuern", escribe. El material de tipo cosmológico, astrológico y gnomológico está colocado al comienzo del tomo I, precedido por la sección consagrada a Orfeo, mientras que toda la sofística antigua está situada al final del tomo II; Anaximandro recibe una sección "B" compuesta de 5 pasajes censados como textuales. La traducción alemana ha sido profundamente corregida y modernizada; el material de los Nachträge de la cuarta edición incorporado al mismo texto en las entradas correspondientes. La complejidad del conjunto era tal que le fue necesario a Kranz compilar dos listas de "Zusätze und Berichtigungen" (adiciones y rectificaciones) al fin de los tomos I y II que debían ser consultadas por todos los lectores, visto que comprendían rectificaciones a menudo importantes.
El Diels-Kranz, siglas DK (menos a menudo FVS), así como el estado final de la obra ha venido a constituir la "Biblia" en materia de filosofía presocrática, la referencia fundamental irreemplazable.
Se deben asimismo a Diels varias ediciones de los filósosfos Parménides y Heráclito (Parmenides Lehrgedicht, Berlín, Reimer, 1897 y Herakleitos von Ephesos, Berlín, Weidmann, 1901). Igualmente le atrajo la Historia de la medicina, para la que editó un Corpus medicorum Graecorum, y la Historia de la tecnología antigua, para la que escribió un Vorträge über antike Technik (conferencias sobre la técnica antigua). También expuso los comentarios griegos a Aristóteles en Commentaria in Aristotelem Graeca.

## Obras principales
- Doxographi Graeci. Berlín, 1879. ISBN 3-11-001373-8 - PDF
- Poetarum Philosophorum Fragmenta. Berlín, 1901. ISBN 3-296-12201-X, ISBN 3-296-12202-8, ISBN 3-296-12203-6
- Commentaria in Aristotelem Graeca (1882-1909
- Die Fragmente der Vorsokratiker (Los fragmentos de los presocráticos), sexta edición, revisada por Walther Kranz (Berlín, 1952). No traducida al castellano (las siguientes son reimpresiones de esta con cambios pequeños.)
- Edición de Parmenides Lehrgedicht, Berlín, Reimer, 1897. ISBN 3-89665-217-6
- Edición de Herakleitos von Ephesos, Berlín, Weidmann, 1901
- Antike Technik: 7 Vorträge, Leipzig, segunda edición: Berlín, 1920
- Die Handschriften der antiken Ärzte. 1905-1907
- Beiträge zur Zuckungsliteratur des Okzidents und Orients. Reimpreso en Leipzig, 1970